# オルペウス教のアルゴナウティカ
- オルペウス教のアルゴナウティカ[1]
- オルペウスのアルゴナウティカ[2]
- オルフェウスのアルゴナウティカ[3]
- アルゴナウティカ[4][5]

『オルペウス教のアルゴナウティカ』（古希: Ὀρφέως Ἀργοναυτικά、英: Orphic Argonautica）は、古代ギリシアのオルペウス教の文書。オルペウスの視点でアルゴー船の物語を伝える叙事詩。作者不明。4世紀または5世紀ごろ成立。

## 解説
オルペウスはアルゴー船の乗組員（アルゴナウタイ）の一人である。本書は、晩年のオルペウスが弟子のムーサイオスに当時を語る、という形をとる。六歩格1376行。
冒頭では、オルペウス教と非オルペウス教（ヘーシオドス）の折衷的な宇宙誕生譚を語る。なお、ロドスのアポローニオス『アルゴナウティカ』にもオルペウスが宇宙誕生譚を語る箇所があるが、そちらは非オルペウス教的である。
ルネサンス期には、フィチーノが「古代神学」の観点から、本書や『オルペウス教讃歌』の翻訳を試みた。